# 丹比駅
丹比駅（たんぴえき）は、鳥取県八頭郡八頭町南字小判にある、若桜鉄道若桜線の駅。
日本の駅で唯一、読みが「ぴ」で終わる。

## 歴史
- 1930年（昭和5年）12月1日：国鉄若桜線の隼駅 - 若桜駅間延伸により開業[1]。旅客・貨物の取扱を開始[1]。
- 1974年（昭和49年）10月1日：貨物取扱を廃止[1]。
- 1984年（昭和59年）2月1日：荷物扱い廃止[1]。
- 1987年（昭和62年）
  - 4月1日：国鉄分割民営化により、西日本旅客鉄道の駅となる[1]。
  - 10月14日：若桜線の第三セクター化により、若桜鉄道の駅となる[1]。
- 2008年（平成20年）7月23日：国の登録有形文化財に登録される[2]。

## 駅構造
若桜方面に向かって左側に単式1面1線のホームを持つ地上駅（停留所）。便所は改札内に男女共用の水洗式便所がある。駅本屋およびプラットホームは1930年（昭和5年）の建築であり、2008年（平成20年）には国の登録有形文化財に登録された。
かつては駅舎と反対方向に比較的長大な側線（上り、下り双方に接続）があったがチップ工場の貨物側線であり、旅客列車行き違いに使用されることはなかった。なお、駅舎側にもう1本短い貨物側線（若桜側から分岐して行き止まり）と小さな貨物上屋も存在した。
なお、駅舎内には美容室があり、簡易委託駅として乗車券の発券も受託している。

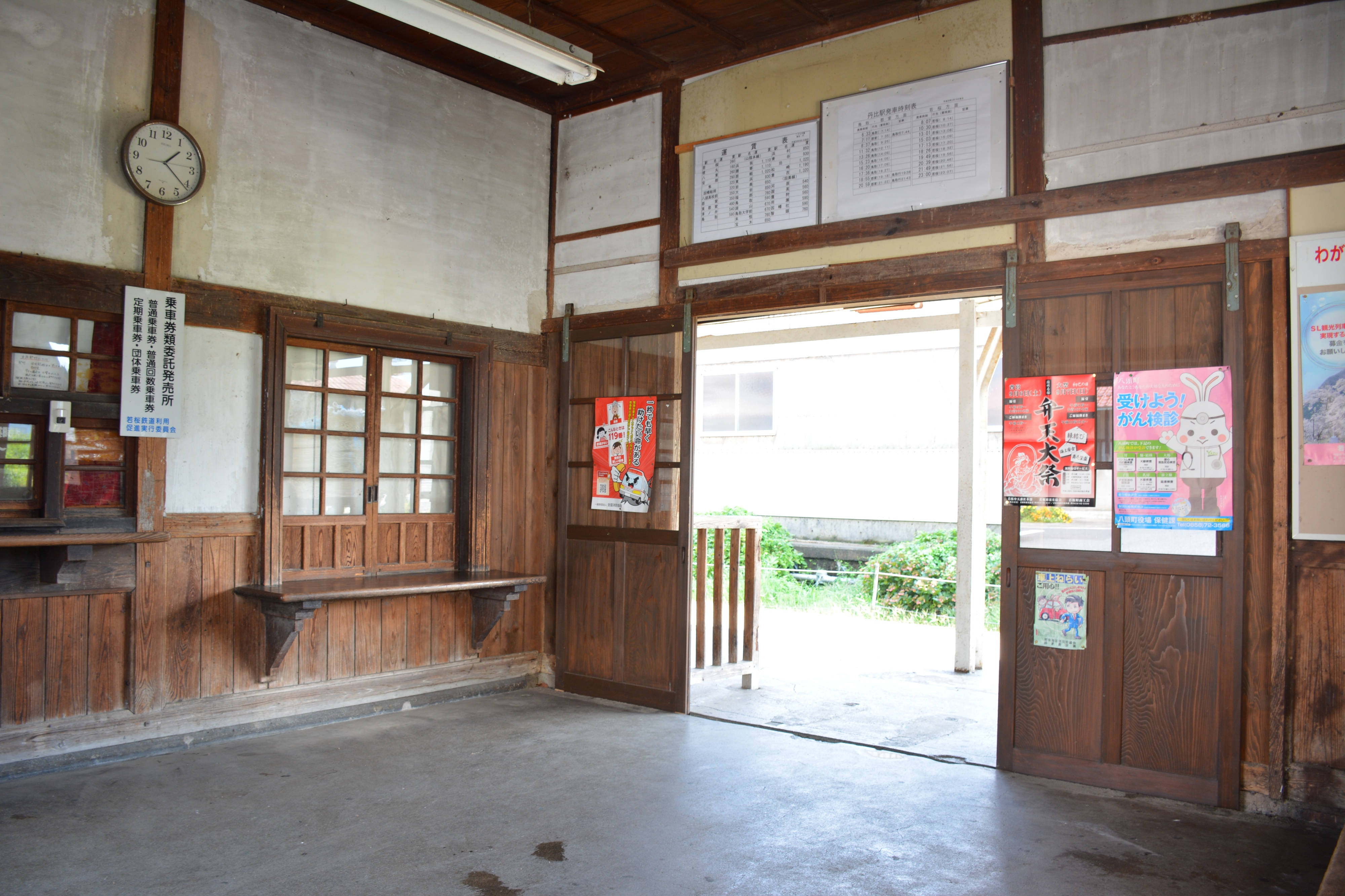
駅舎内（2014年9月）
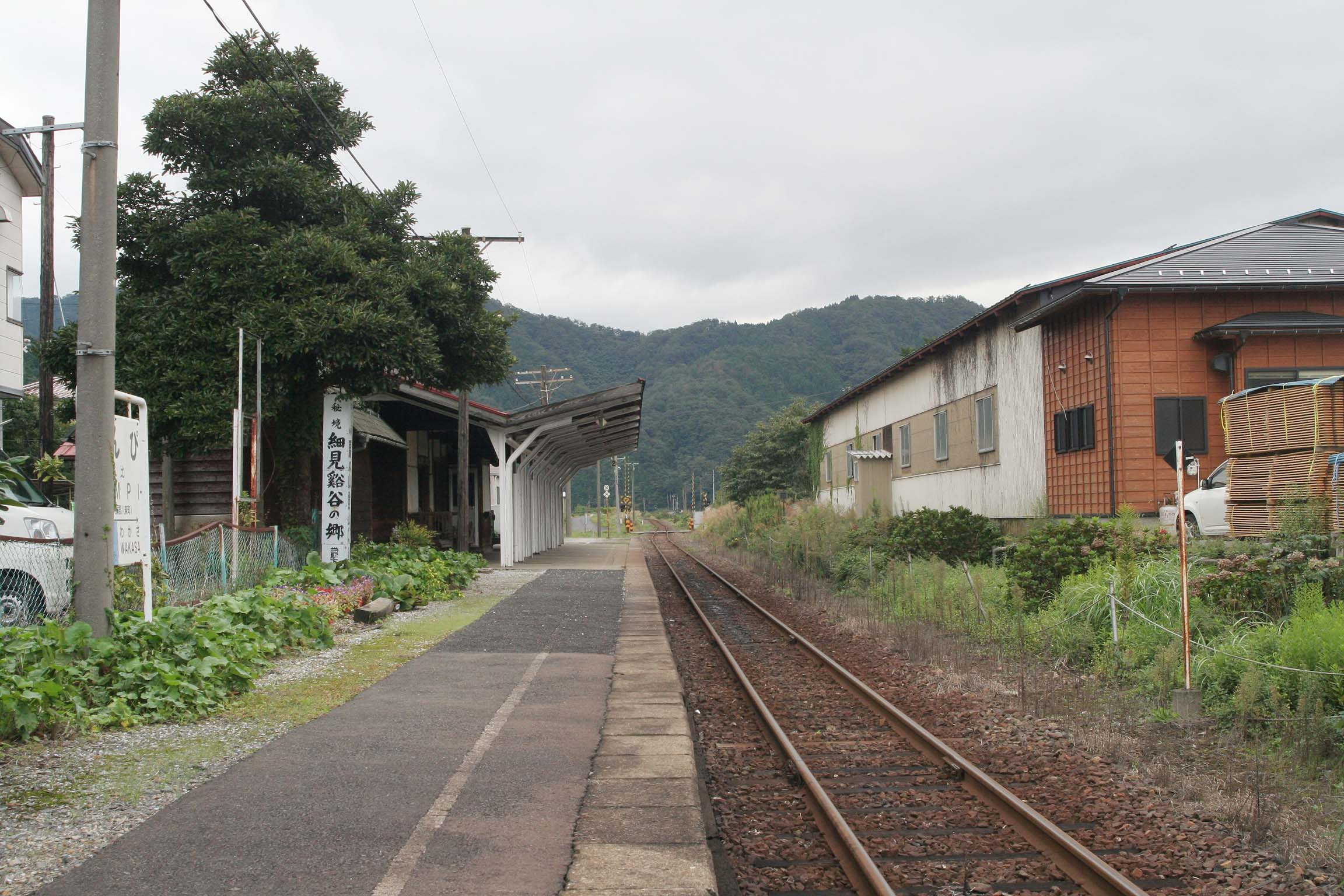
ホーム（2007年10月）

## 利用状況
1日の平均乗降人員は以下の通りである。
| 乗降人員推移 | 乗降人員推移 |
| 年度         | 1日平均人数  |
| ------------ | ------------ |
| 2011年       | 205          |
| 2012年       | 174          |
| 2013年       | 244          |
| 2014年       | 216          |
| 2015年       | 79           |
| 2016年       | 71           |
| 2017年       | 101          |
| 2018年       | 102          |

## 駅周辺
- 八頭町役場 八東庁舎
- 郡家警察署南駐在所
- 丹比郵便局
- 鳥取銀行
- 山陰合同銀行
- 八頭町立八東中学校
- 八頭町立丹比小学校
- トスク丹比店
- 国道29号
- 国道482号
- 鳥取県道6号津山智頭八東線
- 鳥取県道37号岩美八東線
- 鳥取県道270号徳丸富枝線

## バス路線
日交バス
- 若桜駅前 - 若桜車庫行き / 郡家駅 - 津ノ井駅 - 鳥取駅前行き

## 隣の駅
若桜鉄道
■若桜線
徳丸駅 - 丹比駅 - 若桜駅